# Nikolai Andrejewitsch Zertelew
Nikolai Andrejewitsch Zertelew (russisch Николай Андреевич Цертелев, ukrainisch Микола Андрійович Цертелєв Mykola Andrijowytsch Zerteljew; * 3. Maijul. / 14. Mai 1790greg. in Chorol, Gouvernement Poltawa, Russisches Kaiserreich; † 8. Septemberjul. / 20. September 1869greg. in Morschansk, Russisches Kaiserreich) war ein russisch-ukrainischer Ethnograph, Dichter, Publizist und Pädagoge. Er war der erste Ethnograph, der sich mit dem Studium der ukrainischen Folklore befasste.

## Leben
Nikolai Zertelew kam als Spross eines alten georgischen Adelsgeschlechts, dessen Zweig 1739 nach Russland auswanderte, in der Stadt Chorol zur Welt. Zwischen 1810 und 1814 studierte er Philologie an der Universität Moskau.
Von 1820 bis 1823 war er Mitglied der den Dekabristen nahestehenden Freien Gesellschaft der Liebhaber der russischen Literatur (ВОЛРС).
Ab 1823 war er Direktor der Schulen im Gouvernement Tambow und darauf folgend im Gouvernement Poltawa. Von 1838 an war er stellvertretender Kurator des Schulbezirks Charkow, nahm jedoch aufgrund der Inaktivität des Kurators dessen Aufgaben war.
Diese Position hatte er bis zum 28. März 1859 inne und wurde daran anschließend Mitglied des Hauptvorstandes der Schulen, bevor er 1861 in den  Ruhestand trat.
Zertelew unterhielt freundschaftliche Beziehungen zu vielen Kulturschaffenden Russlands und der Ukraine und hatte einen großen Einfluss auf ukrainische Schriftsteller und Gelehrte wie Mychajlo Maxymowytsch, Hryhorij Kwitka-Osnowjanenko, Ismail Sresnewski (Измаил Иванович Срезневский; 1812–1880), Amwrossij Metlynskyj und Mykola Kostomarow. Mit Taras Schewtschenko stand er im Briefwechsel.
Seinen Lebensabend verbrachte er in Moskau, wo er in der Moskauer Gesellschaft der Literatur aktiv war, der er seine schriftlichen Werke und Materialien übertrug. Zertelew starb 79-jährig in Morschansk.
Neben seinen ethnologischen Forschungen und Veröffentlichungen war er Verfasser von auf Russisch geschriebenen Gedichten.